# Yves Texier
Yves Texier (né le 26 janvier 1945 à Bordeaux en Gironde) est un footballeur français, qui évoluait au poste de milieu de terrain.

## Biographie
Yves Texier commence sa carrière professionnelle aux Girondins de Bordeaux. Il évolue dans ce club de 1961 à 1972, entrecoupé d'un prêt au Stade français lors de la saison 1965-1966.
Il joue ensuite pendant deux saisons en faveur de l'AS Monaco, avant de terminer sa carrière à l'US Toulouse.
Il dispute un total de 144 matchs en Division 1, inscrivant 20 buts, et 36 matchs en Division 2, marquant cinq buts. Il inscrit deux doublés en Division 1 avec Bordeaux : le premier en novembre 1967, lors de la réception du Stade rennais, et le second en juin 1969, lors de la réception de l'Olympique de Marseille.
Il joue six matchs en Coupe des villes de foires avec les Girondins de Bordeaux. Le 5 octobre 1966, il inscrit son seul et unique but en Coupe d'Europe, lors de la venue du FC Porto (victoire 2-1).

## Palmarès
Avec les Girondins de Bordeaux, Yves Texier est vice-champion de France en 1964-65 et 1968-69. Il est également finaliste de la Coupe Charles Drago en 1965 et de la Coupe des Alpes 1972.